# Lissa
Na mitologia grega, Lissa ou Lýssa (em grego Λύσσα) era uma Deusa que personificava a ira, a raiva, a fúria desenfreada, nos animais, a loucura produzida pela raiva. Os atenienses escreviam seu nome como Lýtta (Λύττα). Nasceu de Nix fecundada pelo icor que verteu de Urano ao ser castrado por Cronos, ainda que Higino a coloque entre os filhos de Éter e Gaia.
Lissa era uma figura da tragédia ateniense. Em Ésquilo, ela aparece como agente de Dioniso enviada para enlouquecer as Mênades e, Eurípides a descreve com serpentes na cabeça e olhos cintilantes. Em sua obra Héracles relata como a vingativa Hera ordenou a Lissa, através de sua mensageira Íris, que enlouquecesse ao herói, do qual era grande inimiga. A Daemon tentou dissuadir a Íris sem êxito algum, e contra sua vontade, se introduziu em Héracles incitando-lhe a matar sua mulher e a seus próprios filhos.
Por seus atributos, estava relacionada com um grupo de Daemones: Mania, a loucura, Coalemos, a estupidez, e Anoia, a demência. Sua equivalente romana era denominada como Ira ou Furor. Às vezes, apareciam também em grupo, como as Irae e os Furores.